# Anastasios Bakasetas
Anastasios „Tasos” Bakasetas (în greacă Αναστάσιος "Τάσος" Μπακασέτας; n. 28 iunie 1993, Corint, Peloponez, Grecia de Vest și Insulele Ionice⁠(d), Grecia) este un fotbalist profesionist grec care joacă ca mijlocaș ofensiv pentru Panathinaikos în Superliga Greciei și este căpitan al echipei naționale a Greciei.

## Titluri
Asteras Tripolis
- Finalist al Cupei Greciei: 2012–13

AEK Atena
- Superliga Greciei: 2017–18
- Finalist al Cupei Greciei: 2016–17, 2017–18, 2018–19

Alanyaspor
- Finalist al Cupei Turciei: 2019–20

Trabzonspor
- Super Lig: 2021–22
- Supercupa Turciei: 2022

Panathinaikos
- Cupa Greciei: 2023–24

Grecia U19
- Finalist al Campionatului European Sub-19: 2012

Individual
- Echipa sezonului din Superliga Greciei: 2015–16[3]
- Cel mai bun jucător grec care joacă în străinătate: 2019–20,[4] 2021–22[5]
- [[{{{2}}}|Echipa sezonului din Süper Lig]]⁠(tr)[traduceți]: 2022–23[6]